# Jochen Bosak
Jochen Bosak (* 3. September 1940; † 3. Mai 2011 in Bielefeld) war ein deutscher Pianist des Mainstream Jazz.

## Leben
Bosak war zunächst als Gymnasiallehrer für Englisch und Französisch tätig, bevor er den Jazzstudiengang der Musikhochschule Köln absolvierte. Als Pianist war er langjähriges Mitglied der Kölner Atlanta Jazzband und der Mülheimer Woodhouse Jazzband. Einem größeren Publikum wurde er seit 1986 als Begleiter von Helge Schneider auf dessen Tourneen, aber auch in dessen Film- und Musicalproduktionen bekannt. Bosak trat auch mit Beverly Daley und Daniela Rothenburg auf und gehörte seit 2000 zum Hartmut Tripp Quartett.

## Diskographische Hinweise
- Helge Schneider Erwin Klemke Präsentiert: Das Köln Konzert (2010)
- Woodhouse Jazzband Strike up the Band featuring Lydia van Dam (2003)
- Hartmut Tripp Quartett All Blues (2002, mit Klaus Samusch, Benny Mokross)